# Linköpings domkyrkopastorat
Linköpings domkyrkopastorat är ett pastorat, bestående av elva kyrkor och nio församlingar, i Domkyrkokontraktet i Linköpings stift i Linköpings kommun i Östergötlands län.
Pastoratkod är 020101.

## Pastoratet före 2014
Ett pastorat med detta namn fanns före 2014 och där ingick Linköpings domkyrkoförsamling, Gottfridsbergs församling (till 2006), Linköpings S:t Lars församling, Linköpings Johannelunds församling, Linköpings Skäggetorps församling och Linköpings Ryds församling. Före 2011 bildade domkyrkoförsamlingen eget pastorat.
Pastoratet uppgick 2014 i Linköpings pastorat

## Pastoratet från 2014
2014 bildades Linköpings pastorat genom sammanläggning av pastoraten:
- Linköpings domkyrkopastorat
- Linköpings Berga pastorat
- Landeryds pastorat

2015 namnändrades pastoratet till Linköpings domkyrkopastorat
Pastoratet består av följande församlingar:
- Linköpings domkyrkoförsamling
- Gottfridsbergs församling
- Linköpings S:t Lars församling
- Linköpings Johannelunds församling
- Linköpings Skäggetorps församling
- Linköpings Ryds församling
- Landeryds församling
- Linköpings Berga församling

2017 ändrades namnet på kontraktet pastoratet tillhör.
2022 bildades Tannefors församling genom utbrytning ur Linköpings S:t Lars församling.

### Kyrkor och församlingar
- Linköpings domkyrkoförsamling
  - Linköpings domkyrka
- S:t Lars församling
  - Sankt Lars kyrka
- Tannefors församling
  - Tannefors kyrka
- Gottfridsbergs församling
  - Ansgarskyrkan
- Skäggetorps församling
  - Skäggetorps kyrka
- Ryds församling
  - Mikaelskyrkan
- Johannelunds församling
  - Sankta Maria kyrka
- Landeryds församling
  - Landeryds kyrka
  - Sankt Hans kyrka
- Berga församling
  - Berga kyrka
  - Vidingsjö kyrka

### Bilder på pastoratets kyrkor

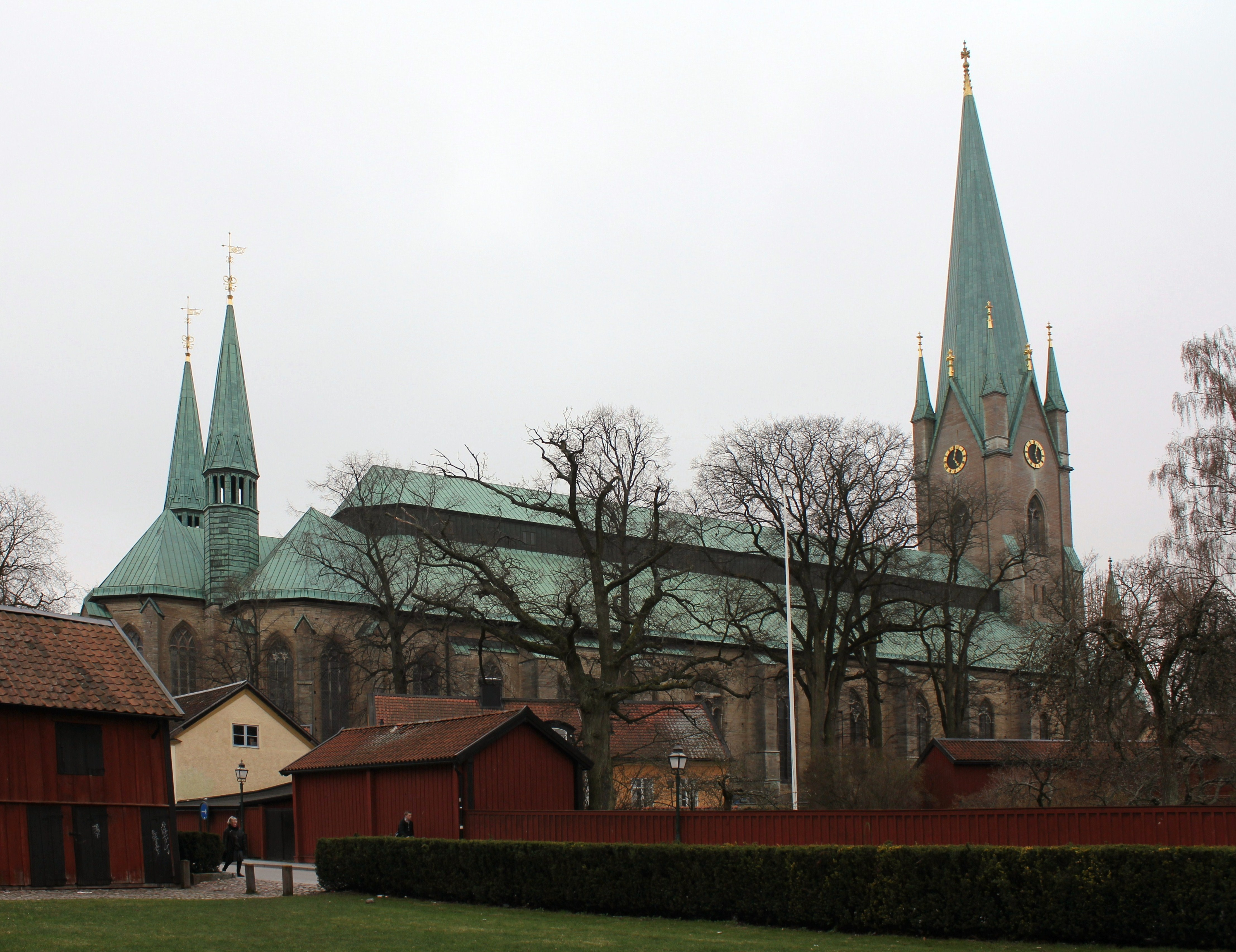
Linköpings domkyrka
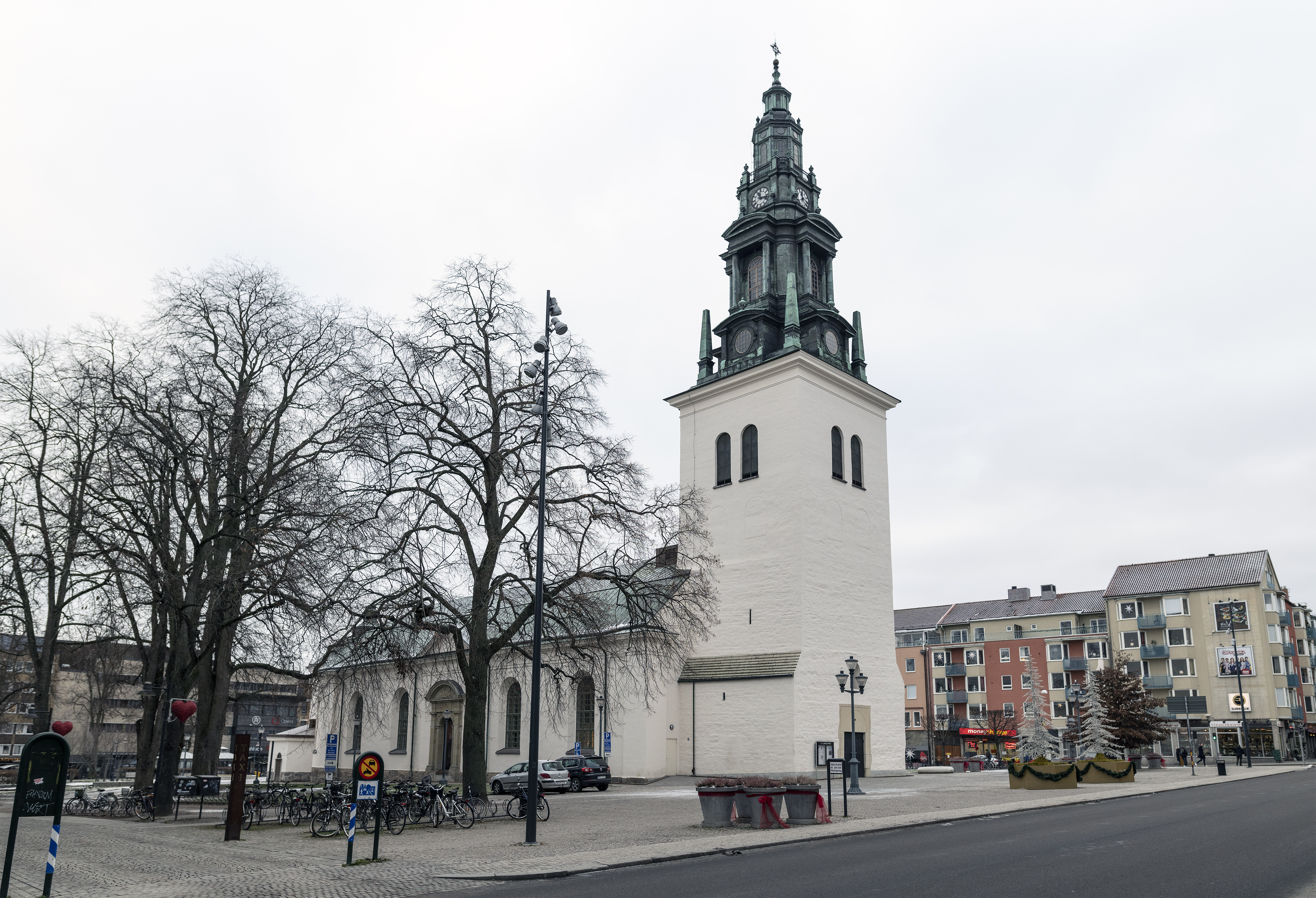
Sankt Lars kyrka
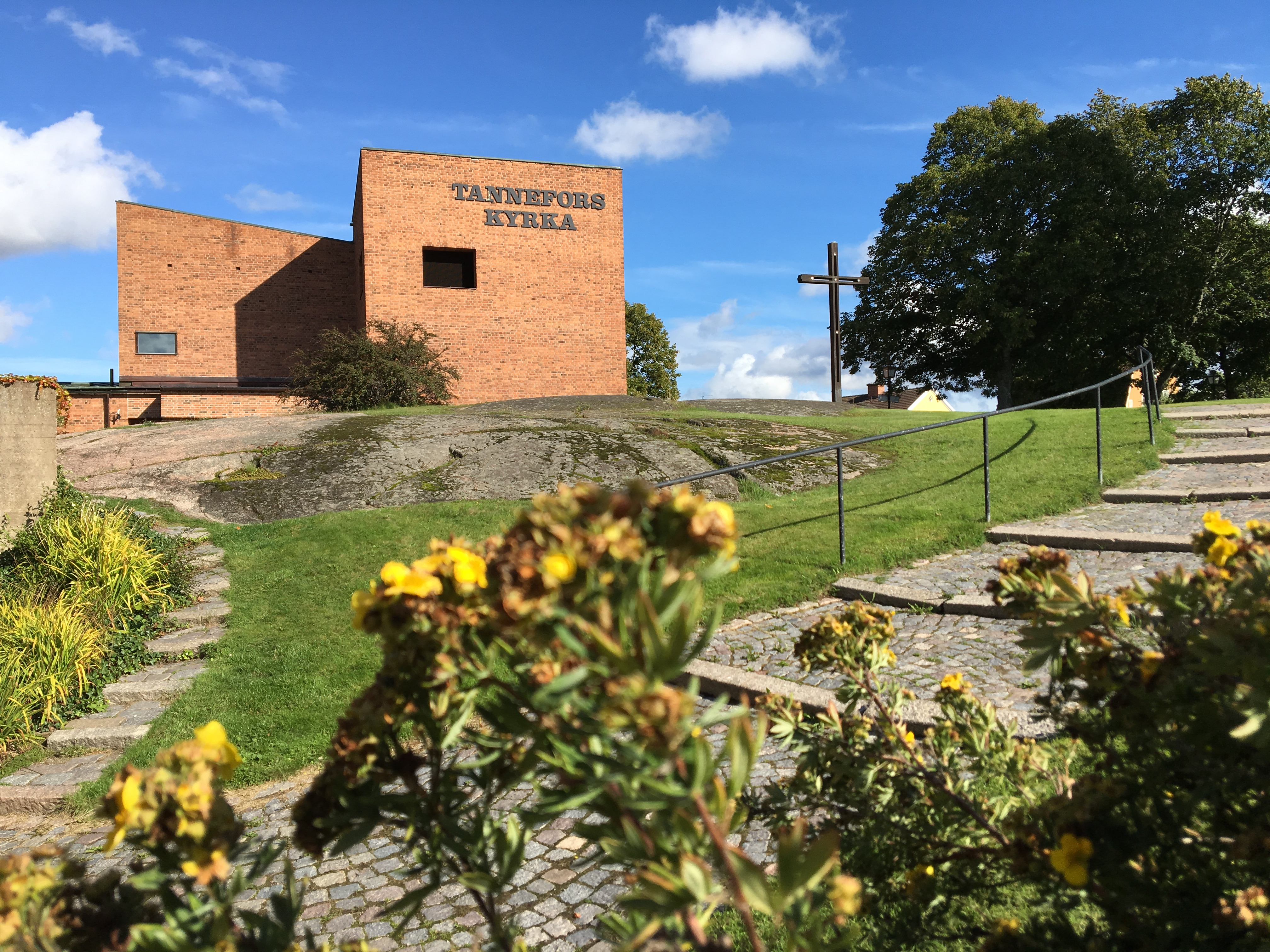
Tannefors kyrka
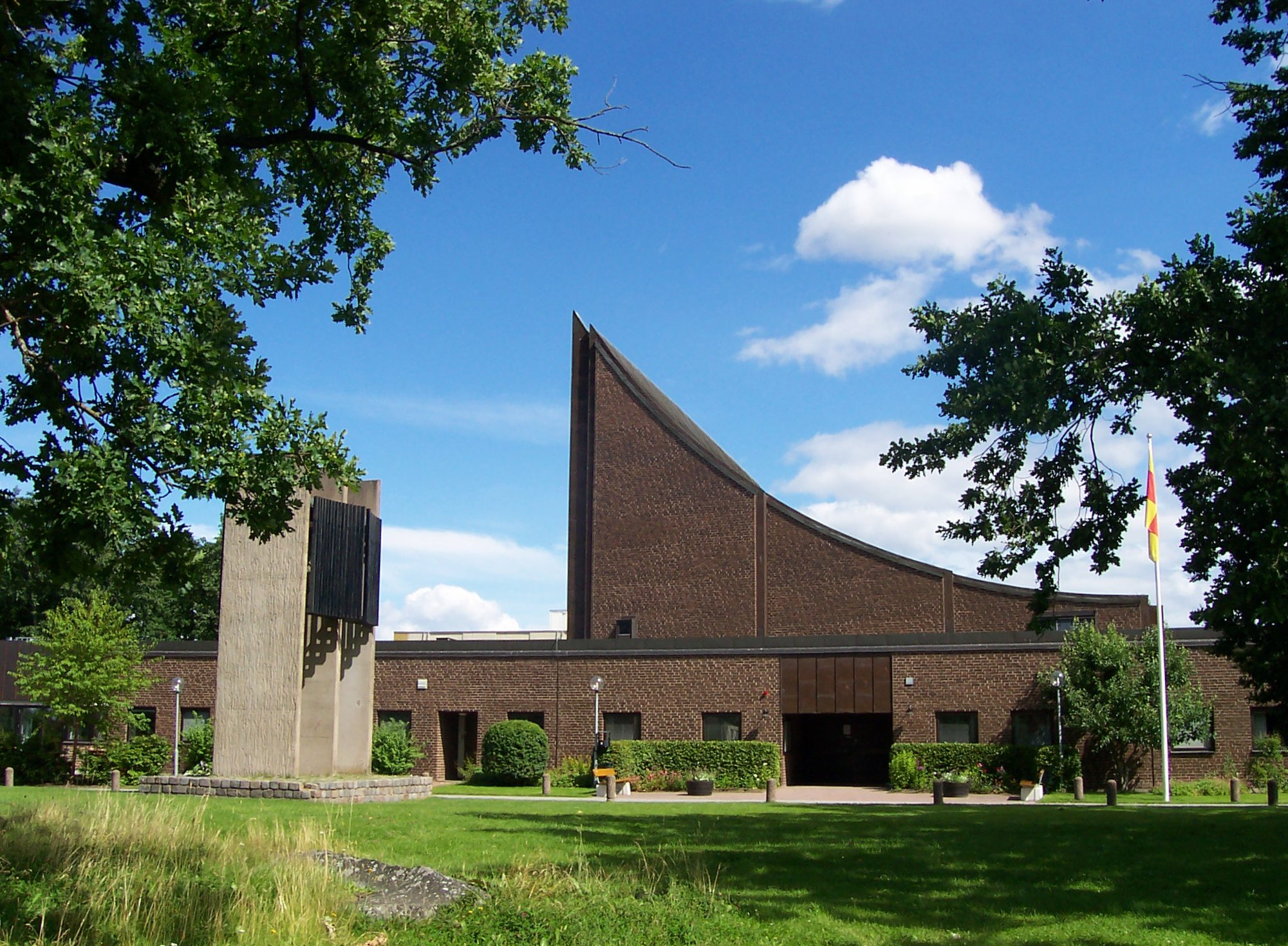
Skäggetorps kyrka
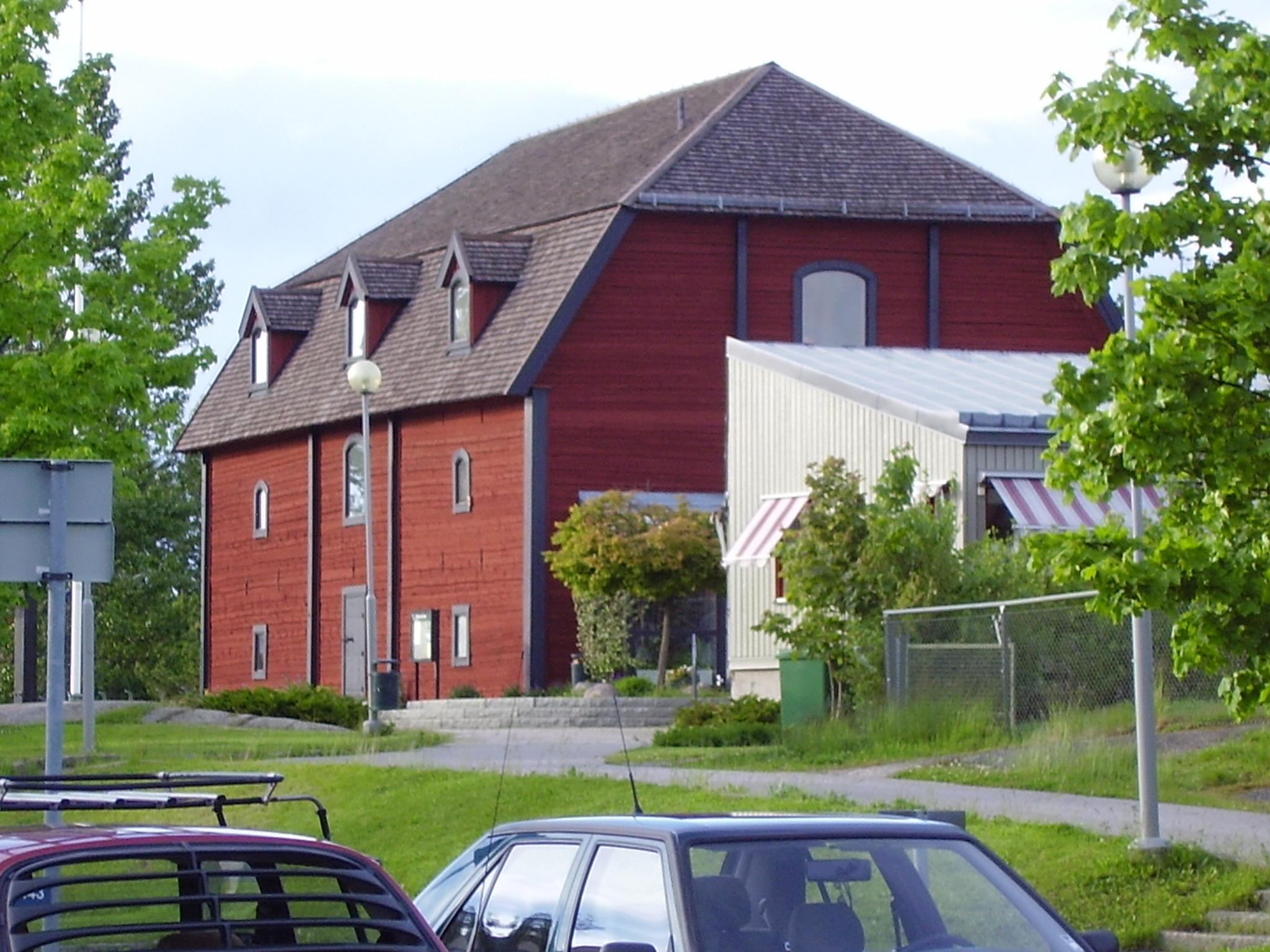
Mikaelskyrkan
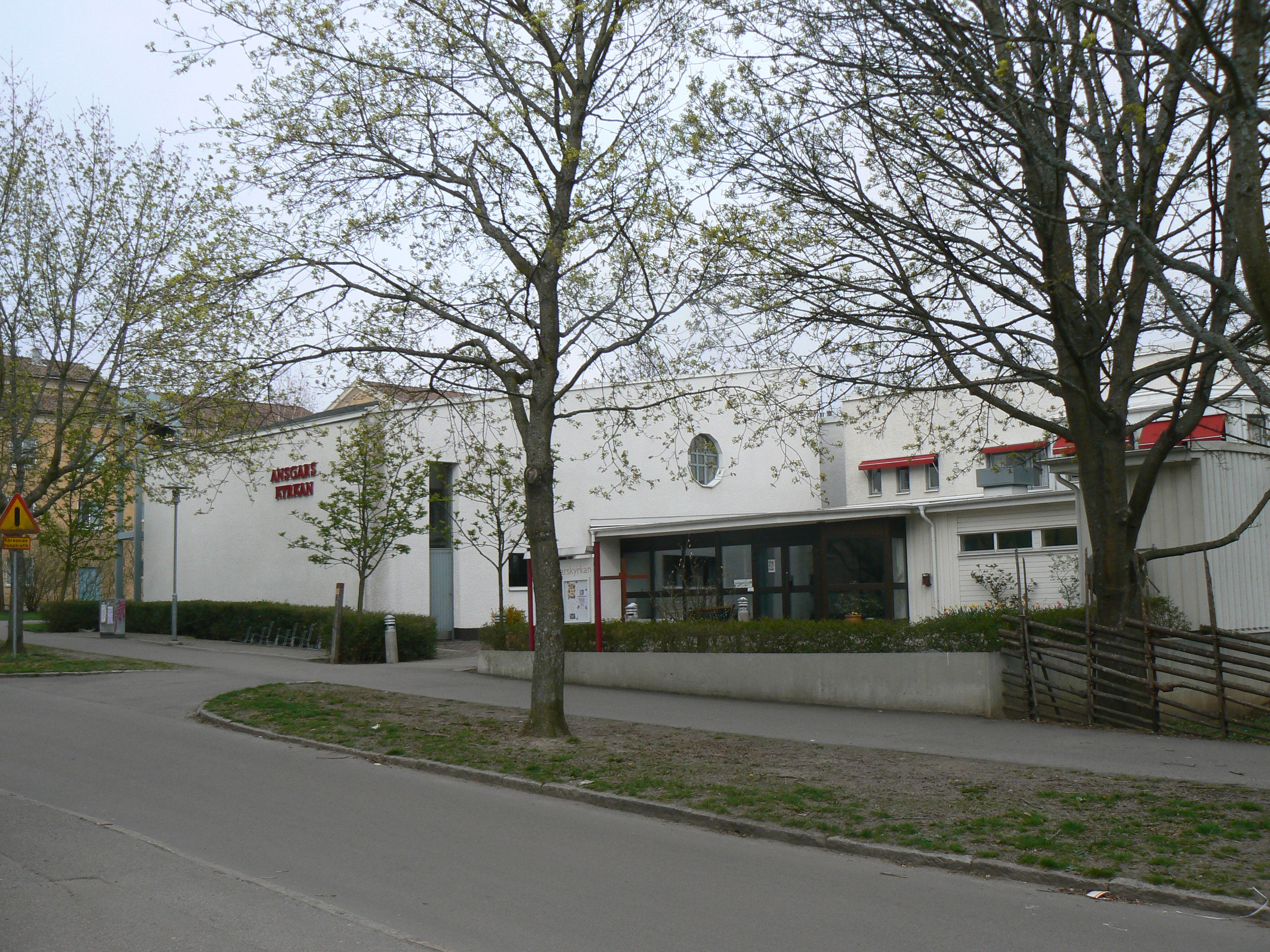
Ansgarskyrkan
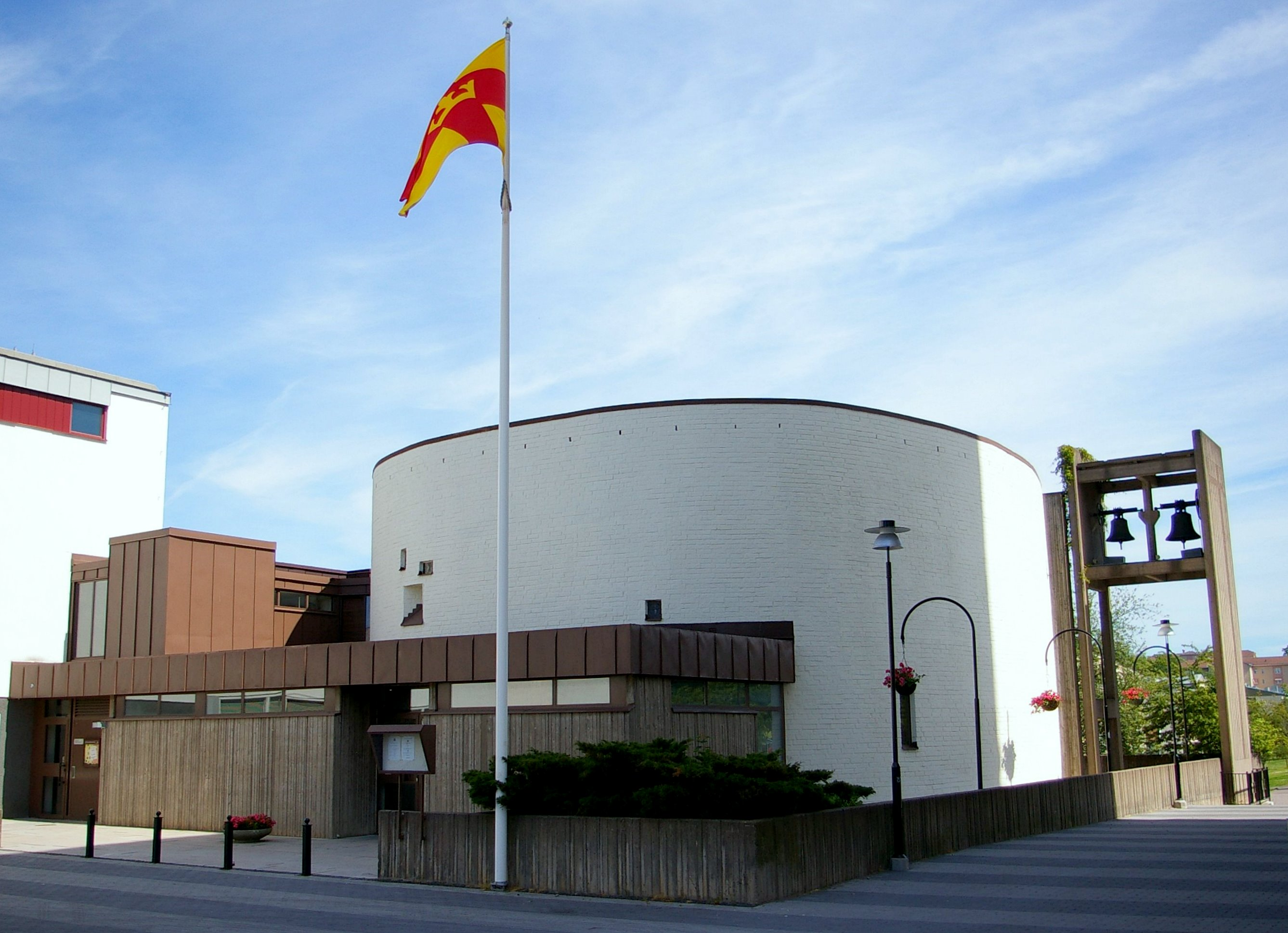
Sankta Maria kyrka
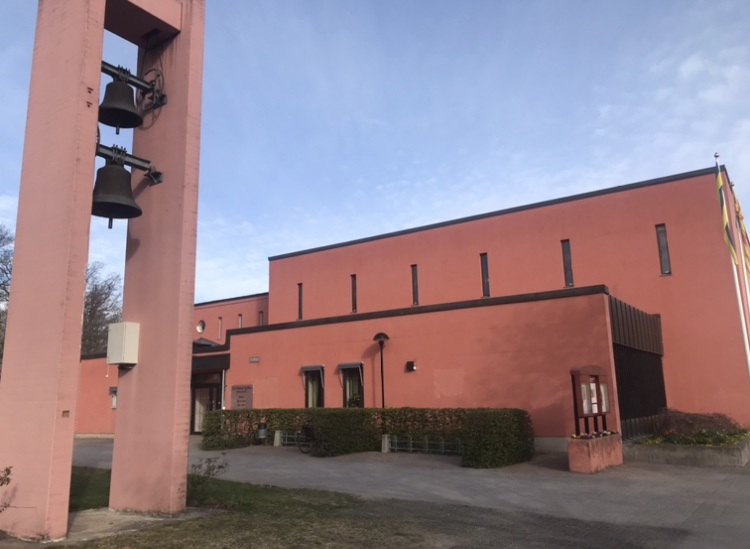
Sankt Hans kyrka
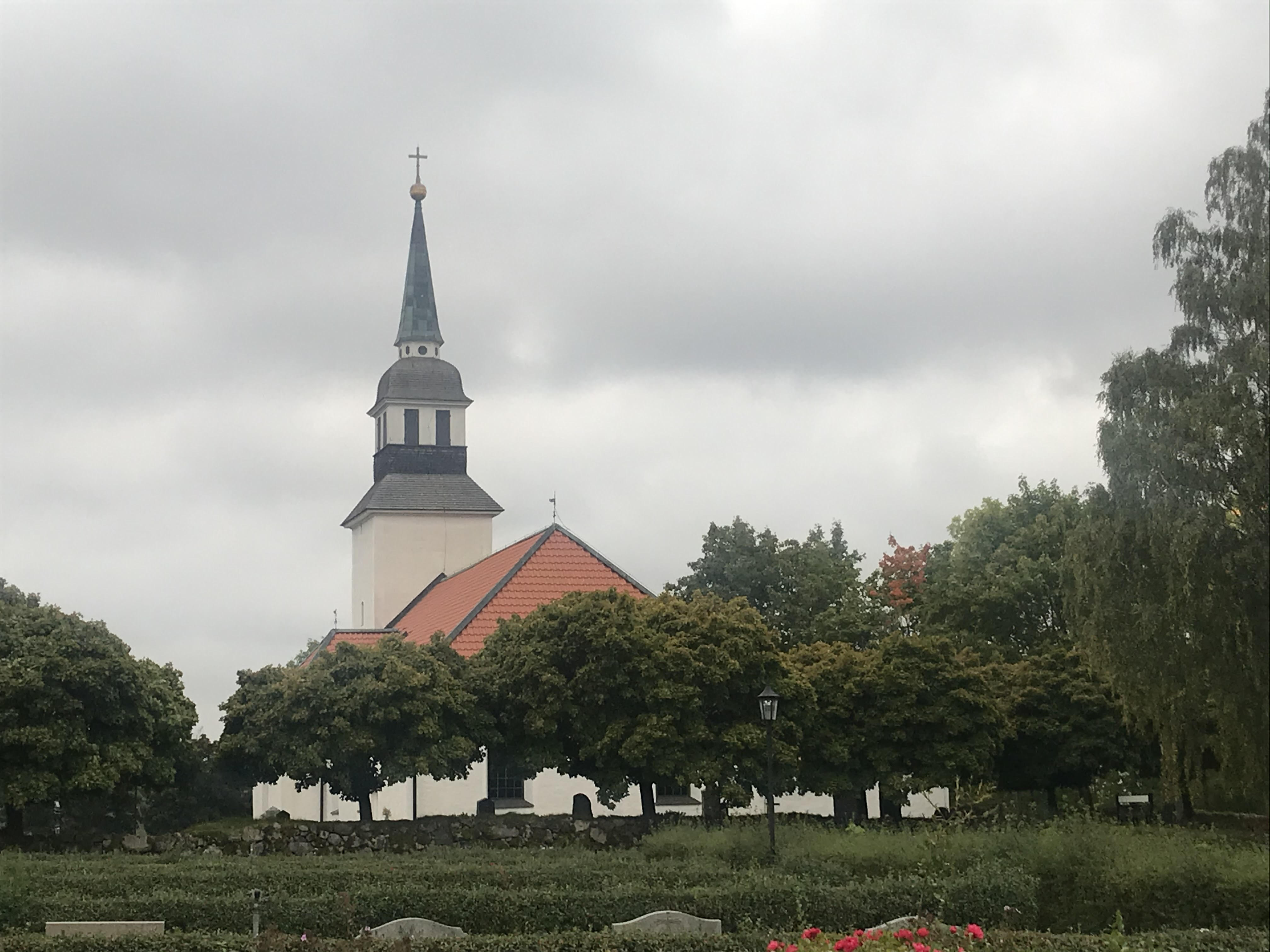
Landeryds kyrka
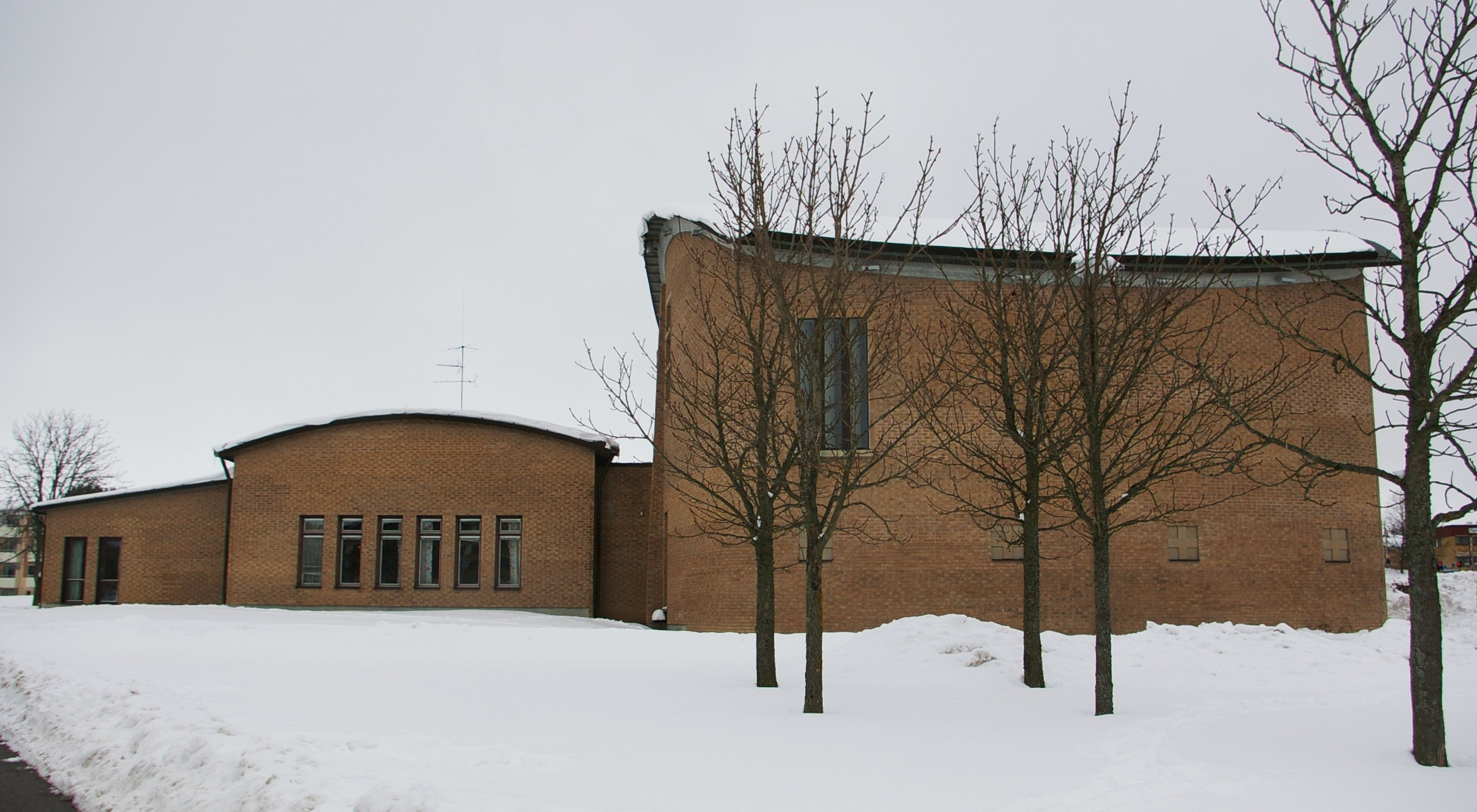
Berga kyrka
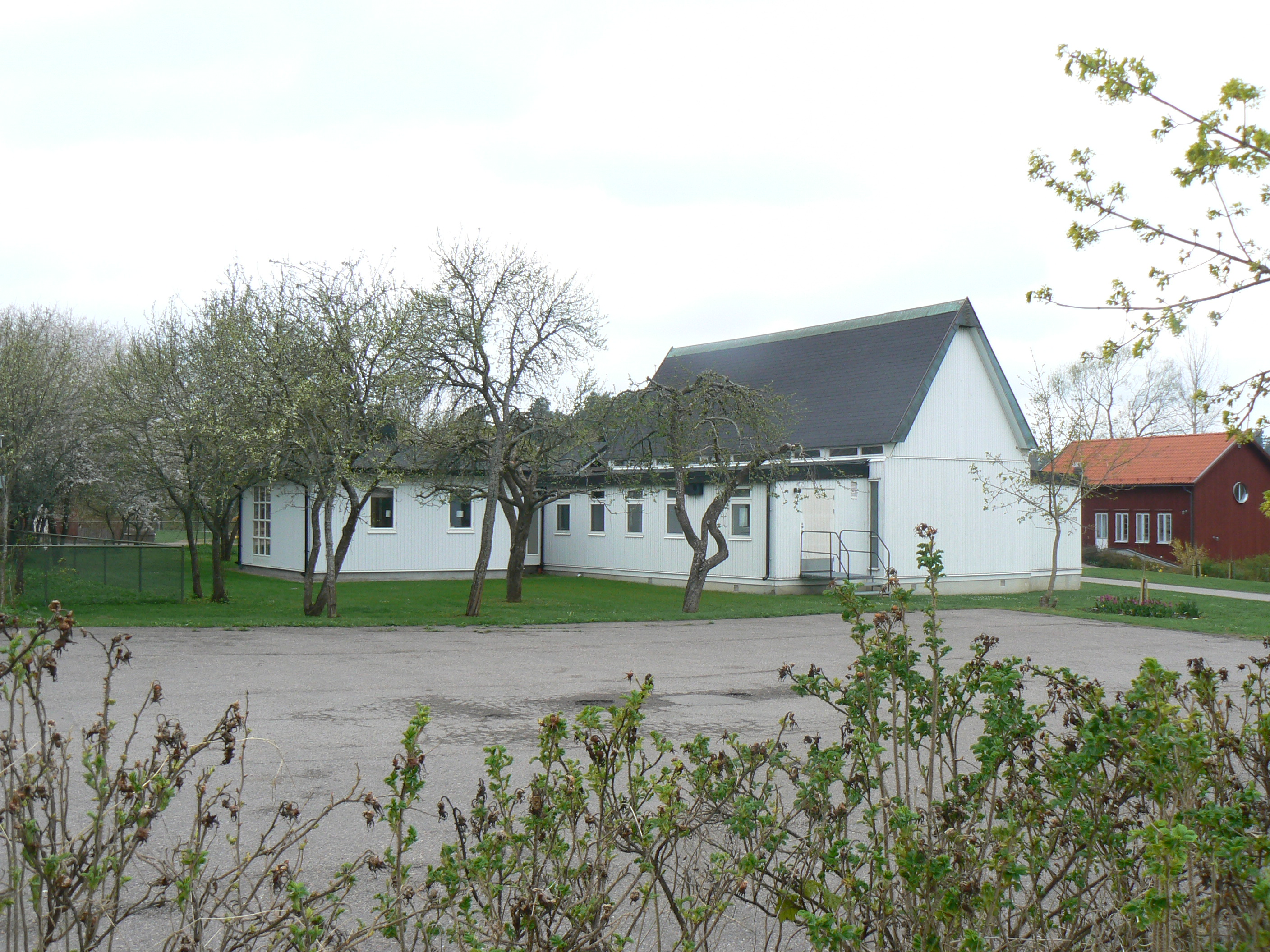
Vidingsjö kyrka

### Pastoratets Körer
Inom pastoratet finns flera körer, exempelvis Linköpings Gosskör, Vox, Exaudi, och Happy Voice

## Series pastorum
Pastoratet leds av domprosten som även innehar ämbetet som pastoratets kyrkoherde. Varje församling i pastoratet leds av en församlingsherde, istället för kyrkoherde. 
| Ämbetstid | Namn           | Anmärkning                                                                                |
| --------- | -------------- | ----------------------------------------------------------------------------------------- |
| 2014-2021 | Peter Lundborg | Pastoratets kyrkoherde från 2014 (domprost 2005-2021). Således den förste av det ämbetet. |
| 2021-     | Mattias Bähr   | Domprost 2021-                                                                            |